# Brentwood'72 HC
Le Brentwood'72 HC ou Brentwood 1972 Handball Club est un club de handball basé à Brentwood en Angleterre.

## Palmarès
- Championnat de Grande-Bretagne (5) :  1979, 1980, 1981, 1982, 1983